# Gelanor distinctus
Gelanor distinctus là một loài nhện trong họ Mimetidae.
Loài này thuộc chi Gelanor. Gelanor distinctus được Octavius Pickard-Cambridge miêu tả năm 1899.